# Trichoderma ghanense
Trichoderma ghanense är en svampart som beskrevs av Yoshim. Doi, Y. Abe & Sugiy. 1987. Trichoderma ghanense ingår i släktet Trichoderma och familjen Hypocreaceae.   Inga underarter finns listade i Catalogue of Life.